# Hasło Ogrodnicze
Hasło Ogrodnicze – polski dwumiesięcznik poświęcony zagadnieniom towarowej produkcji ogrodniczej, założony w 1932, wydawany od 1991 przez Plantpress.

## Historia
Ukazuje się od 1932 roku – pierwotnie pod nazwą „Hasło Ogrodniczo-Rolnicze”. Pismo zostało założone w Tarnowie przez Antoniego Gładysza. Po II wojnie światowej tytuł był organem Towarzystwa Ogrodniczego w Krakowie, został znacjonalizowany a wydawanie przejęły w 1964 Państwowe Wydawnictwo Rolnicze i Leśne. W 1991 roku zagrożony zamknięciem tytuł został przekazany nowo powołaniej prywatnej spółce „Wydawnictwo Plantpress”.
Hasło Ogrodnicze jest najstarszym nieprzerwanie wydawanym w Polsce czasopismem poświęconym towarowej produkcji ogrodniczej i przeznaczonym dla ogrodników.

## Redakcja
W roku 1948 siedziba redakcji mieściła się w Tarnowie, w centrum miasta przy ulicy Matejki 13. Pierwszym i najdłużej pełniącym obowiązki redaktora naczelnego był twórca tytułu Antoni Gładysz.  
Redaktorem naczelnym miesięcznika jest Joanna Klepacz-Baniak, przedtem, od 2011 r. była nim Katarzyna Kupczak.
Redaktorzy odpowiedzialni za poszczególne stałe działy miesięcznika:
- Rynek i Prawo – Joanna Klepacz-Baniak,
- Sadownictwo – Dorota Łabanowska,
- Warzywnictwo – Anna Wilczyńska,
- Kwiaciarstwo – Ilona Sprzączka.

## Stałe rubryki
- Temat miesiąca
- Rynek i Prawo
- Sadownictwo
- Warzywnictwo
- Kwiaciarstwo